# Reinaldo Javier García Mallea
Reinaldo Javier García Mallea (San Juan de la Frontera, 15 de gener de 1983) és un jugador d'hoquei sobre patins argentí, que actualment juga al primer equip de la Secció d'hoquei patins del Futebol Clube do Porto.
S'inicià en aquest esport als 7 anys a les files del Club Rivadavia de la seva San Juan de la Frontera natal. L'any següent fou fitxat per l'Olimpia Patín Club de la mateixa ciutat, un dels equips d'hoquei sobre patins més important de l'Argentina, on jugà fins als 18 anys.
La temporada 2001/02 el FC Porto portuguès es fixà en ell i aconseguí els seus serveis. A les files del club portuguès Reinaldo va guanyar 6 Lligues portugueses de forma consecutiva entre 2002 i 2007, així com 2 Copes i 3 Supercopes. Amb l'equip portuguès també perdé 3 finals de la Copa d'Europa d'hoquei patins masculina consecutives, 2 enfront del FC Barcelona i 1 enfront de l'AP Follonica Hockey.
La temporada 2007/08 el Hockey Club Liceo aconseguí els seus serveis i disputà dos temporades amb l'equip gallec, amb el qual malgrat no assolir cap títol, realitzà una destacada actuació, fet que li valé per a la temporada 2009/10 ser fitxat pel poderós FC Barcelona.
Paral·lelament, Reinaldo García també ha esdevingut un habitual de la selecció nacional argentina d'hoquei patins, amb la qual ha guanyat la Copa Amèrica d'hoquei patins masculina 2008, esdevenint també subcampió mundial de les edicions 2005 i 2009.
El 8 d'abril de 2015 anuncià que fitxaria pel club portuguès FC Porto un cop finalitzés la temporada i s'acabés el contracte que el vinculava amb l'entitat blaugrana.

## Palmarès

### FC Porto
- 8 Lligues portugueses (2001/02, 2002/03, 2003/04, 2004/05, 2005/06, 2006/07, 2016/17, 2018/19)
- 5 Copes portugueses (2004/05, 2005/06, 2015/16, 2016/17)
- 4 Supercopes portugueses (2004/05, 2005/06, 2006/07, 2015/16)

### FC Barcelona
- 1 Copa intercontinental (2014)
- 3 Copes d'Europa (2009/10, 2013/14, 2014/15)[2]
- 5 Supercopes espanyoles (2010/11, 2011/12, 2012/13, 2013/14, 2014/15)
- 4 OK Lligues / Lligues espanyoles (2009/10, 2011/12, 2013/14, 2014/15)
- 2 Copes del Rei / Copes espanyoles (2011, 2012)

### Selecció argentina
- 1 Campionat del Món (2015)
- 1 Copa Amèrica (2008)